# Anders Gustaf Ekeberg
Anders Gustaf Ekeberg (Stockholm, 16 januari 1767 – Uppsala, 11 februari 1813) was een Zweeds scheikundige, die in 1802 het overgangsmetaal tantaal ontdekte als een van de samenstellende elementen in het mineraal yttrotantaliet. Het metaal werd pas 18 jaar later door Jöns Jacob Berzelius in zuivere vorm geïsoleerd.
Ekeberg studeerde vanaf 1784 scheikunde aan de Universiteit van Uppsala en studeerde in 1788 af op een scriptie over de extractie van oliën uit zaden. In 1794 werd hij aangesteld tot docent en in 1799 tot experimenteel laborant. In datzelfde jaar werd Ekeberg verkozen tot lid van de Koninklijke Zweedse Academie voor Wetenschappen.
Carl Gustaf Ekeberg, een Zweeds ontdekkingsreiziger die reizen maakte naar Oost-India en China, was de oom van Anders Gustaf Ekeberg. Ekeberg zelf was gehandicapt: hij was sedert zijn kindertijd halfdoof en verloor tijdens zijn onderzoek een oog als gevolg van een exploderende kolf.